# Gian Simmen
Gian Simmen (* 19. Februar 1977 in Chur) ist ein Schweizer Snowboarder aus Arosa. Mit seinem Sieg an den Olympischen Winterspielen 1998 ist er der erste Halfpipe-Olympiasieger des Snowboardsports. Daneben wurde er 2001 und 2002 ISF-Weltmeister in derselben Disziplin.

## Leben und Karriere
Der Neffe des ehemaligen Eishockey-Nationalspielers Jöri Mattli verbrachte seine ersten Lebensjahre zusammen mit den Eltern und zwei Brüdern in Davos. 1991 zog die Familie Simmen nach Arosa, wo der Vater die Leitung des örtlichen Robinson Clubs übernahm. Gian fuhr zunächst Ski, bevor er 1989 über das Skateboardfahren zum Snowboardsport kam. Bereits ein Jahr später bestritt er seinen ersten Halfpipe-Wettbewerb, im Rahmen des damaligen Regio-Cups. 1995 nahm er an den Juniorenweltmeisterschaften in Slowenien teil, wo er den 5. Rang erreichte. Nach diesem ersten internationalen Achtungserfolg begann Simmen mit einem konsequenten Training auf der neuerstellten Halfpipe am Tschuggen, wobei er sich die meisten Sprünge und Tricks ohne Trainer selbst beibrachte.
1996 wurde er Schweizer Meister, 1998 beim Weltcup des Internationalen Skiverbands (FIS) in St. Moritz Zweiter und bei den Snowboard-Europameisterschaften in Fieberbrunn Dritter. Simmen wechselte hierauf zu den Profis, konnte zunächst aber kein internationales Rennen gewinnen. Zu den Olympischen Winterspielen 1998 nach Nagano, welche der damals weltbeste Fahrer Terje Håkonsen boykottierte, fuhr Simmen deshalb nur als Aussenseiter, als welcher er am 12. Februar mit 85,2 Punkten überraschend die Goldmedaille in der Halfpipe gewann. Anlässlich der Rückkehr Simmens aus Japan wurde die Aroser Halfpipe vollständig mit goldener Farbe besprüht.
In Salt Lake City bei den Olympischen Winterspielen 2002, wo Simmen die Fahne der Schweizer Olympiamannschaft tragen durfte, reichte es nach einem Sturz im zweiten Durchgang nur noch für den 18. Platz mit 33,5 Punkten. Hingegen wurde er 2002 wie im Jahr zuvor ISF-Weltmeister und beendete die Saison zum zweiten Mal in Folge als Nummer 1 der Halfpipe-Weltrangliste.
Auch für die Olympischen Spiele in Turin konnte der Bündner sich nochmals qualifizieren und wurde mit 33,8 Punkten 19. Nach diesen Spielen trat er aus der Nationalmannschaft zurück, fuhr jedoch weiterhin als Profi im Team von Santa Cruz Snowboards, O’Neill, Smith, Drake, Level, Ford, Northwave und wirkte bei zahlreichen Snowboardfilmen und Fotoaufnahmen mit.
Daneben betätigte sich Simmen als Kommentator beim Event freestyle.ch und beim Schweizer Sportfernsehen, wo er unter anderem auch Beiträge zur Arosa ClassicCar beisteuerte. Anlässlich der Abschiedssendung von Thomas Gottschalk bei Wetten, dass..? nahm er am 3. Dezember 2011 als Snowboarder an einer Aussenwette in Ischgl teil.
Seinen letzten Wettkampf als Profi bestritt Simmen am 17. Januar 2013 bei der O’Neill Evolution in Davos. Seither konzentrierte er sich als Snowboarder auf Film- und Fotoaufnahmen und ist als Experte für das Schweizer Fernsehen tätig. Die zeitweilige Tätigkeit als Trainer bei Swiss-Snowboard führt er nicht fort. Im Herbst 2016 wurde bekanntgegeben, dass Simmen künftig als Chef des Freestyle Parks in Grindelwald für die Jungfraubahnen fungiert und auch deren Markenbotschafter wurde.
Gian Simmen lebt seit einigen Jahren mit seiner Frau Petra und den vier gemeinsamen Söhnen Niculin, Florin, Jamin und Andrin in Krattigen am Thunersee.

## Erfolge

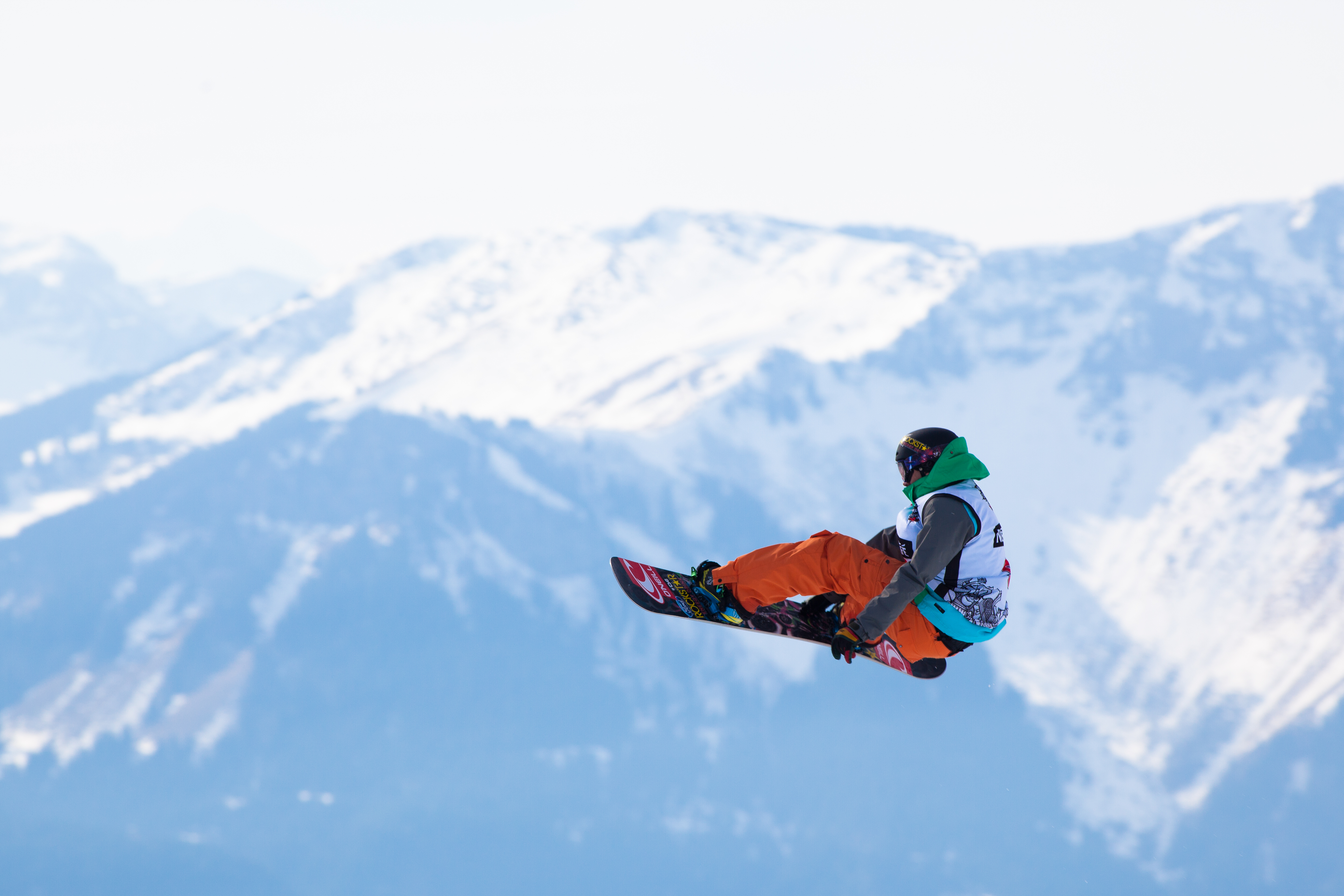
Gian Simmen, Champs Leysin, 2011

### Olympische Spiele
- Nagano 1998: 1. Halfpipe
- Salt Lake City 2002: 18. Halfpipe
- Turin 2006: 19. Halfpipe

### ISF-Weltmeisterschaften
- ISF-Weltmeisterschaften 2001: 1. Halfpipe
- ISF-Weltmeisterschaften 2002: 1. Halfpipe

### Europameisterschaften
- Europameisterschaften: 3. Halfpipe

### FIS-Weltcup
- 4 Podestplätze in 10 Rennen, davon 2 Siege:

| Datum             | Ort    | Land       | Disziplin |
| ----------------- | ------ | ---------- | --------- |
| 18. November 2000 | Tignes | Frankreich | Halfpipe  |
| 9. Januar 2002    | Arosa  | Schweiz    | Halfpipe  |

### Weitere Erfolge (Auswahl)
- 1996: Schweizer Meister Halfpipe
- 2006: Sieger beim O’Neill Pro Freestyle (Quarterpipe)
- 2009: Sieger bei der Walliser Tour Belalp (Quarterpipe)